# Joanna Arida
Joanna Arida (en arabe : جوانا عريضة ; née le 26 février 1998 à Amman) est une actrice et mannequin jordanienne. Elle est connue pour son rôle de Rania dans la série de Netflix AlRawabi School for Girls.

## Carrière
Arida commence sa carrière de mannequin en 2015. En 2021, elle se fait connaitre internationalement grâce à son rôle de Rania dans la série de Netflix AlRawabi School for Girls, disponible dans 190 pays.
Arida étudie l'architecture à l'Université germano-jordanienne et, en plus de l'arabe et de l'anglais, elle parle aussi l'allemand.
Pendant son temps libre, Arida joue du piano et dessine. Elle a une sœur.
Joanna chante aussi. Elle a réalisé, avec Yara Mustafa, elle aussi actrice sur AlRawabi School for Girls, une version acoustique de Summertime Sadness, de Lana Del Rey.

## Filmographie
- 2011 : Al Juma Al Akheira
- 2018 : Click (série de télévision, 1 épisode)
- 2021 : AlRawabi School for Girls (série de télévision, 6 épisodes)